# Иван Златић
Иван Златић (Чачак, 1975) српски је новинар, политичар и активиста. 
Од 2003. до 2012. био је секретар Савета за борбу против корупције. Новинар и члан уредништва часописа Република од 1999. до 2012. године и балканске едиције З магазина (2007—2009). Уредник Билтена за самообразовање и друштвена питања од јуна 2012. године (од марта 2013. и у дневном листу Данас). Један од иницијатора и члан руководећих тела Уније радника и акционара Србије, Покрета Равноправност и Координационог одбора радничких протеста у Србији. У октобру 2016. године изабран је за председника Социјалдемократске уније, а 2020. је постао члан председништва Партије радикалне левице, након што је СДУ променила назив.
Почетком јануара 2022. године покренуо је серијал на јутјубу „Осматрачница” у ком Ратибор Т. Тривунац и он коментаришу збивања у свету и Србији кроз два антикапиталистичка става, Тривунац као анархиста, а Златић као социјалдемократа.